# Hosszúpatak (Szeben megye)
Hosszúpatak, románul: Valea Lungă  falu Romániában, Erdélyben, Szeben megyében.

## Fekvése
Darlactól keletre fekvő település.

## Története
Hosszúpatak nevét 1461-ben említette először oklevél Hozywazopataka nobilium néven.
További névváltozatai: 1476:-ban p. Hwzywpathak, 1477-ben Hwzywpathak, 1499-ben p. Hozywpathak, 1733-ban Theunn, 1750-ben Teun, 1760–1762 között Hosszupatak, 1808-ban Hosszúpatak, Krentzindorf ~ Prentzindorf, Teun,  1888-ban Hosszúpatak (Brenzendorf, Teuni), 1913-ban Hosszúpatak.
1499-ben p. Hozywpathak birtokosai a Hosszuaszói, Csáni, Horváth családok voltak, 1499-ben Váncsa Bolgár.
A trianoni békeszerződés előtt Kis-Küküllő vármegye Hosszúaszói járásához tartozott.